# Alessandro Malaspina
Alessandro Malaspina, född den 5 november 1754 i Mulazzo, Italien, död den 9 april 1810 i Pontremoli, var en italiensk militär. 
Malaspina tillbringade större delen av sitt liv som spansk marinofficer och upptäcktsresande. På spanskt kungligt uppdrag, företog han en resa runt jorden 1786–1788. Åren 1789–1794 företog han en vetenskaplig expedition i Stilla havet för att undersöka och kartlägga Amerikas västkust från Kap Horn till Alaskabukten. Han reste genom Guam och Filippinerna och stannade till i Nya Zeeland, Australien och  Vänskaps-öarnas Skärgård.

## Artikel i Stockholms Post-Tidningar
Stockholms Post-Tidningar,  Måndagen den 30 Martii År 1795. 
Madrid, den 13 Febr.  Twå Corvetter och et mindre fartyg, som på Regeringens anstalt, uti Julii manad 1789 gingo ifrån Cadix, at undersöka Södra Americas Kuster, med tilliggande Öar, altifrån Plataströmmen til Cap Horn, och ifrän denna udd alt til Nordwestra ändan af America, så längt de kunde komma, hafwa lyckligen ater anlandt til Cadix; och war Tidning har lemnat oss en korrt underrättelse om deras gjorda upptäckter.  Man är nu öfwertygad, at ingen genomfart gifwes ifrån Nordwestra Americanska Kusten til Atlantiska Hafwet, mellan 59 och 61 graden.  Man har, i sällskap med de Engelska skepp, som fördes af Capiten Vancoover, undersökt och noga bestämt belägenheten af den ofanteliga Skälgård, som sått namn af Amiralen Fonte och Johan de Fuca.  Widare anwändes nästan hela året 1792 at undersök, Marianska och Philippinska Öarna, samt den sodra delen af Chinesiska Kusten.  Man seglade mellan Mindanao och nya Guinea, passerade linien österat, och genomfor et obefarit Haf i en sträcka af 500 mil och de nya Hebriderna, besökte nya Zeland, nya Holland och Wänskaps-öarnas Skärgård, och tog sedan kosan mellan Babou-öarna, som önnu aldrig af någon seglare blifwit undersökta.  Man har under denna resa gjort många upptäckter i alla Naturens Riken; man har anstält försök ofwer Kroppars tyngd under särskilda Latituder på båda sidor om Dagjämnings-linien, som utan twifwel leda til wigtiga slutsatser rörande Jordklotets ojämna figur.  Man har samlat så mycken underrättelse man kunnat, om de besökta folkslagens Samhalls-inrättningar, för att så något ljus om deras slägtskap och flyttningar, samt de grader af odling och höffning, de uppnått.  Man har och inom Spanska wäldets ofantliga rymd upptäckt många Naturens alster, många dolda skatter, som framdeles kunna nyttjas.  Lyckligast är, at denna upptäckts-resa icke kostat menskligheiten någon enda tår.  Alla de folkslag, som blifwit besökta, skola välsigna minnet af dem, som, längt ifrln at färga deras stränder med blod, endast gifwit dem nya begrep, nya werktyg at därmed odla, och nya frön, att därmed beså sin jord.  Lycklig har ock denne lille Escader warit, i det han under en så lång resa, och under så särskilda climat, icke förlorat mer än 3 til 4 man på hwardera fartyget.  Capitenen Malaspina hade den 7 Dec. företräde hos Konungen; och är sinnad at genom trycket utgifwa Beskrifning ofwer sin resa.